# Torneo de las Cinco Naciones 1911

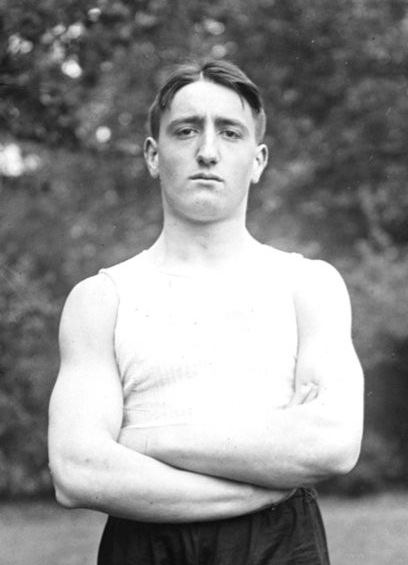
Pierre Failliot, 1909.

El Torneo de las Cinco Naciones de 1911 (Five Nations Championship 1911) fue la 29° edición del principal Torneo de rugby del Hemisferio Norte.
El campeonato fue ganado por la selección de Gales.

## Clasificación
| Lugar | Selección  | Partidos | Partidos | Partidos  | Partidos | Puntos  | Puntos    | Puntos | Tabla de puntos |
| Lugar | Selección  | Jugados  | Ganados  | Empatados | Perdidos | A favor | En contra | dif.   | Tabla de puntos |
| ----- | ---------- | -------- | -------- | --------- | -------- | ------- | --------- | ------ | --------------- |
| 1     | Gales      | 4        | 4        | 0         | 0        | 78      | 21        | +57    | 8               |
| 2     | Irlanda    | 4        | 3        | 0         | 1        | 44      | 31        | +13    | 6               |
| 3     | Inglaterra | 4        | 2        | 0         | 2        | 61      | 26        | +35    | 4               |
| 4     | Francia    | 4        | 1        | 0         | 3        | 21      | 92        | -71    | 2               |
| 5     | Escocia    | 4        | 0        | 0         | 4        | 43      | 77        | -34    | 0               |

## Resultados
| 2 de enero | Francia | 16 - 15 | Escocia | París, |  |

| 21 de enero | Gales | 15 - 11 | Inglaterra | Swansea, |  |

| 28 de enero | Inglaterra | 37 - 0 | Francia | Londres, |  |

| 4 de febrero | Escocia | 10 - 32 | Gales | Edimburgo, |  |

| 11 de febrero | Irlanda | 3 - 0 | Inglaterra | Dublín, |  |

| 28 de febrero | Francia | 0 - 15 | Gales | París, |  |

| 11 de marzo | Gales | 16 - 0 | Irlanda | Cardiff, |  |

| 26 de febrero | Irlanda | 0 - 14 | Escocia | Belfast, |  |

| 18 de marzo | Inglaterra | 13 - 8 | Escocia | Londres, |  |

| 25 de marzo | Irlanda | 25 - 5 | Francia | Cork, |  |

## Premios especiales
- Grand Slam:  Gales
- Triple Corona:  Gales
- Copa Calcuta:  Inglaterra